# Mélanie Pavy
 (septembre 2021).
Mélanie Pavy, née en 1977 aux Lilas (Seine-Saint-Denis), est une réalisatrice française.

## Biographie
Artiste et chercheure, Mélanie Pavy réalise en 2014 son premier long métrage : Cendres, (en co-réalisation avec Idrissa Guiro), sorti en salle en 2015 et salué par la presse,,, pour lequel elle sera pensionnaire de la Villa Kujoyama à Kyoto durant sept mois.
En 2019, elle développe une thèse pratique en cinéma, au sein de la Fémis et de l’École normale supérieure de Paris, dans le cadre du doctorat SACRe (Sciences, Arts, Création, Recherche) de l'Université Paris sciences et lettres. Ce travail est récompensé par une mention spéciale du jury « Art, Esthétique, Littérature » du Prix de Thèse PSL 2021.
Les œuvres (installations et films) réalisées dans le cadre de ce projet ont été montrées dans le cadre d'expositions collectives dans des lieux comme le Centre Georges Pompidou, le BAL, la galerie Les filles du Calvaire, la Grande Halle de la Villette, la Gaîté-Lyrique, le Centre d'Art Contemporain de Montreuil ou l'Hôtel de Coulanges @3537. A l'étape de projet, elles ont été distinguées comme coup de cœur du Prix du BAL 2017 et finaliste du Prix COAL 2019.
Les textes sont publiés dans des revues, telles que : Critique, Terrain, les Carnets du paysage et au sein d'ouvrages collectifs. Elle collabore également depuis 2016 au collectif Call It Anything (F93) qui associe scientifiques et artistes autour de la vie après la triple catastrophe de 2011 au Japon. A travers ses textes, ses films et ses installations, Mélanie Pavy interroge notre capacité à penser et à mettre en récit la perte du monde.

## Filmographie

### Courts métrages
- 2008 : T'es plus haut que le ciel[10] ;
- 2017 : Go Get Lost[11],[12] ;
- 2021 : Citizen Omega, en post-production.

### Longs métrages
- 2012 : Conquête du Nouveau Monde[13] ;
- 2015 : Cendres [3],[4],[5](coréalisateur : Idrissa Guiro) ;
- 2019 : On sort donc les tripes petit à petit en faisant bien attention de ne pas les percer[14],[15].

### Vidéos et Installations
- 2018 : Mon Furusato (installation holographique | série de monologues de 6 minutes environ | boucle 43’-60') ;
- 2020 : Citizen Omega (triptyque projeté sur 3 écrans | boucle 60') ;
- 2020 : 8 fois la véritable histoire de la Ville d'Oméga (installation en cadavre-exquis sur 4 moniteurs | boucle 104').

## Expositions
- 2018 : En Suspens[16] - exposition collective - Le Bal (commissariat : Diane Dufour) ;
- 2018 : L'histoire d'après[17] - exposition collective - La Galerie Les Filles du Calvaire (commissariat : Charlotte Boudon) ;
- 2019 : Ici, on l'appelle Fukushima - exposition collective - Centre d'Art de Montreuil[9] ;
- 2019 : Coltan as colton - Biennale de Mechelen (Belgique) - exposition collective (commissariat : Nataša Petrešin Bachelez)[réf. nécessaire] ;
- 2020 : Refuge Oméga[18] - exposition personnelle - La Fémis ;
- 2021 : Refuge Omega[19] - exposition personnelle - @3537 - Hôtel de Coulanges (sur une invitation de Ruth Mackenzie).